# Добрынины (дворянский род)
Добрынины — древний русский дворянский род.

## История рода
Неупокой Добрынин служил в Новгороде подьячим (1556). Подьячий Ляпун Добрынин писал с Андреем Лихачёвым Новгородские писцовые книги (1564). Григорий Иванович ряжский городовой дворянин (1591—1594). Постник Григорьевич вёрстан новичным окладом (1596).
В XVII столетии Добрынины служили по Усмани. Евдоким Васильевич воронежский сын боярский (1620—1621). Родион Добрынин подьячий (1646).
Гость Логгин Добрынин владел населённым имением (1699), входил в состав гостинного Кумпанства, строившего корабли в Воронеже.

## Описание герба
Герб Николая и Петра Добрыниных: В серебряном щите червлёный пояс, обремененный золотою звездою, о шести лучах, между двумя таковыми же византийскими монетами. За поясом два лазуревых, накрест положенных молотка. Щит увенчан дворянским коронованным шлемом. Нашлемник: три серебренных страусовых пера, обремененные двумя лазуревыми, накрест положенными молотками. Намёт: справа — лазуревый с серебром, слева — червленый с золотом.
Герб Добрыниных внесён в Часть V № 32 Сборника дипломных гербов Российского дворянства, не внесённых в Общий гербовник дворянских родов Российской империи.